# Ole Jastrau
Ole Jastrau, også kaldet Jazz. Hovedpersonen i Tom Kristensens roman Hærværk. Ole Jastrau er en litteraturanmelder ved avisen Dagbladet, og bor i en lejlighed på Istedgade på Vesterbro i København med sin kone Johanne og sønnen Oluf. I løbet af romanen beslutter han sig for at gå i hundene ved at drikke sig ihjel. 
Figuren optræder også i Hans Scherfigs roman Frydenholm, hvor Ole Jastrau og kollegaen Arne Vuldum portrætteres som medarbejdere ved Dagbladet under besættelsen. 
Figuren er delvist selvbiografisk, baseret på Tom Kristensens egen tid som medarbejder ved dagbladet Politiken i 1920'erne. 
Ole Ernst spiller Ole Jastrau i filmatiseringen af romanen.
Kilde
- Jørgensen, Aage (red.) – Omkring Hærværk, Hans Reitzels Forlag, København, 1969.